# Paul Buchner (Biologe)
Paul Ernst Christof Buchner (* 12. April 1886 in Nürnberg; † 19. Oktober 1978 in Ischia) war ein deutscher Zoologe und Zellbiologe. Er fungierte von 1919 bis 1923 als außerordentlicher Professor für Zoologie an der Universität München sowie von 1924 bis 1926 als ordentlicher Professor an der Universität Greifswald, von 1926 bis 1934 an der Universität Breslau und von 1934 bis 1944 an der Universität Leipzig. Ab 1944 wirkte er als Privatgelehrter auf der italienischen Insel Ischia. Schwerpunkt seiner Forschung war die Endosymbiose zwischen verschiedenen Lebewesen. Die Leopoldina sowie die Sächsische und die Bayerische Akademie der Wissenschaften ernannten ihn zum Mitglied, darüber hinaus wurde er mit dem Großen Bundesverdienstkreuz ausgezeichnet.

## Leben

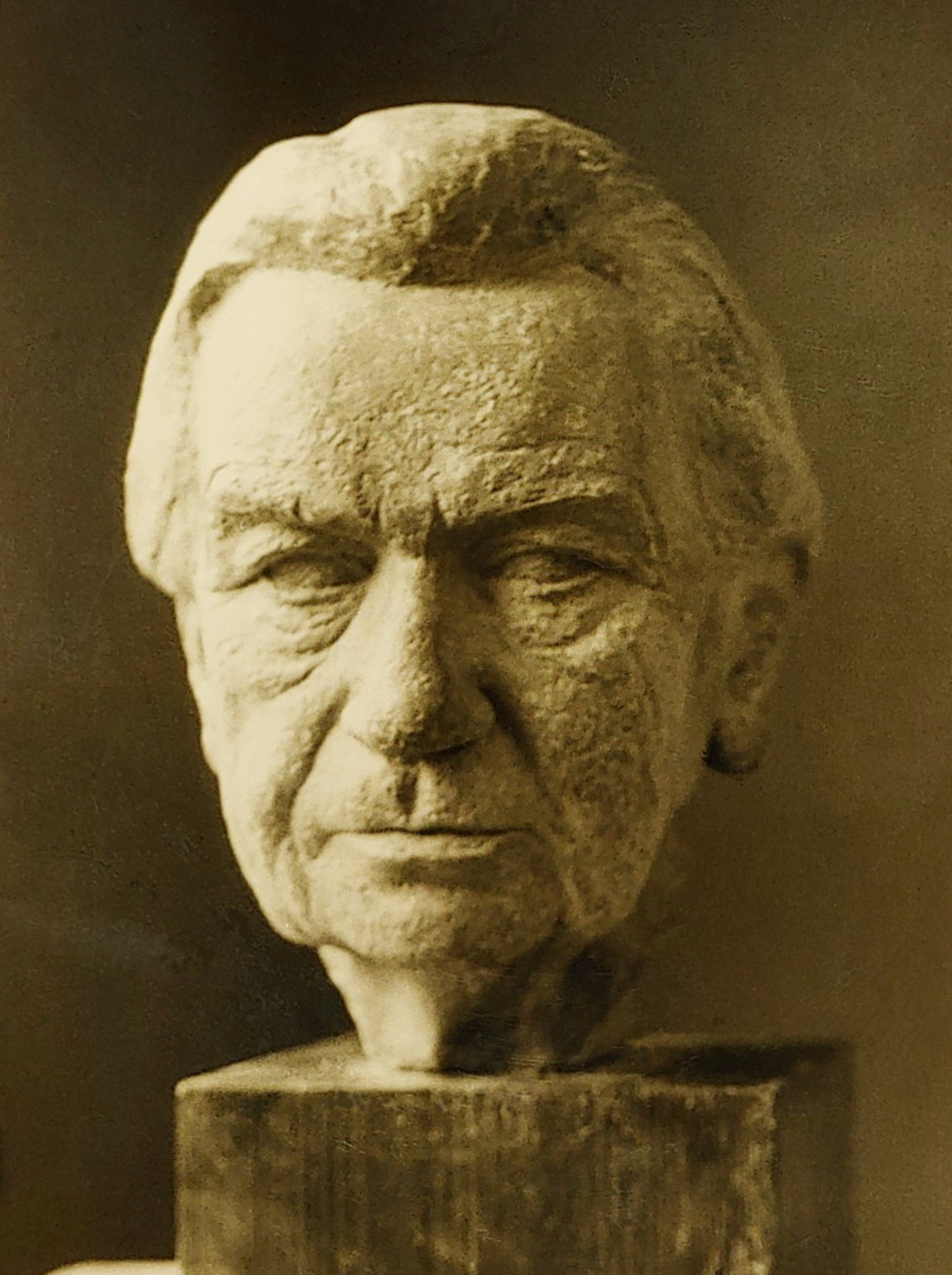
Büste von Paul Buchner (1886–1978)

Paul Buchner wurde 1886 in Nürnberg geboren und studierte ab 1905 Botanik und Zoologie an den Universitäten Würzburg und München. Während seines Studiums wurde er Mitglied des Akademischen Gesangvereins Würzburg im Sondershäuser Verband. Er wurde 1909 an dem von Richard von Hertwig geleiteten Zoologischen Institut in München bei Richard Goldschmidt promoviert und habilitierte sich drei Jahre später auch in München. Von 1912 bis 1919 fungierte er als Privatdozent sowie anschließend bis 1923 als außerordentlicher Professor für Zoologie an der Universität München.
1923 erhielt er einen Ruf an die Universität Greifswald, an der er bis 1926 als ordentlicher Professor für Zoologie tätig war (Sein Nachfolger wurde dort 1927 Ernst Matthes). Anschließend übernahm er von 1926 bis 1934 eine Professur an der Universität Breslau und die Leitung des dortigen Zoologischen Instituts. Von 1934 bis 1944 fungierte er in Nachfolge von Johannes Meisenheimer als Professor für Zoologie an der Universität Leipzig. 1934 war Buchner Präsident der Deutschen Zoologischen Gesellschaft.
1944 kehrte er aus seinem jährlichen Urlaub auf der italienischen Insel Ischia nicht wieder nach Deutschland zurück, da er fürchtete, dass seine Forschungen vom nationalsozialistischen Regime vereinnahmt würden. Auf Ischia wirkte er als Privatgelehrter und widmete sich geologischen, zoologischen, prähistorischen und kunstgeschichtlichen Studien. Einen Ruf an die Universität München nach dem Ende des Zweiten Weltkrieges lehnte er 1946 ab. Im Jahr 1954 unternahm er zusammen mit seiner Frau eine durch die Deutsche Forschungsgemeinschaft unterstützte Forschungsreise nach Bogor, Java und Bali. Er starb 1978 in Ischia.
Paul Buchner war mit der italienischen Künstlerin Massimiliana Coppa verheiratet und Vater des Archäologen Giorgio Buchner.

## Wissenschaftliches Wirken
Hauptarbeitsgebiet von Paul Buchner waren verschiedene Meeresorganismen, insbesondere Pfeilwürmer. Während seiner Zeit in München widmete er sich vor allem zellbiologischen Studien. Durch seine späteren Arbeiten, bei denen er insbesondere die Endosymbiose-Beziehungen zwischen Tieren und pilzlichen Mikroorganismen untersuchte, begründete er die moderne Symbioseforschung.

## Auszeichnungen
Paul Buchner war ab 1935 ordentliches und ab 1943 korrespondierendes Mitglied der Sächsischen Akademie der Wissenschaften, ab 1936 gehörte er darüber hinaus der Deutschen Akademie der Naturforscher Leopoldina an. 1952 wurde er als korrespondierendes Mitglied in die Bayerische Akademie der Wissenschaften aufgenommen. Die Deutsche Zoologische Gesellschaft ernannte ihn zu ihrem Ehrenmitglied. Er erhielt außerdem die Ehrendoktorwürde mehrerer Universitäten, die Carus-Medaille der Leopoldina und das Große Verdienstkreuz der Bundesrepublik Deutschland.

## Veröffentlichungen (Auswahl)
- Tier und Pflanze in intrazellularer Symbiose. Berlin 1921
- Allgemeine Zoologie. Leipzig 1938
- Symbiose der Tiere mit pflanzlichen Mikroorganismen. Berlin 1939 (zweite Auflage 1949)
- Endosymbiose der Tiere mit pflanzlichen Mikroorganismen. Basel und Stuttgart 1953
- Tiere als Mikrobenzüchter. Berlin 1960
- Gast auf Ischia. Aus Briefen und Memoiren von 500 Jahren. München 1968